# Petite Thonaise
La Petite Thonaise, ou la Thonaise, est une rivière française qui coule dans les départements du Cher et de l'Indre, en région Centre-Val de Loire. C'est un affluent de rive droite de la Théols.

## Géographie
Selon le Sandre, la Petite Thonaise est un cours d'eau dont la partie aval porte le nom de Thonaise.
La Petite Thonaise prend naissance dans le département de l'Indre, à 239 mètres d'altitude, au sortir d'un étang au lieu-dit la Barbottère, dans le centre de la commune de La Berthenoux, trois kilomètres et demi au nord du bourg.
Elle prend la direction de l'ouest sur environ un demi-kilomètre puis du nord-ouest. Elle oblique ensuite vers le nord-nord-est, passant successivement sous les routes départementales (RD) 71, 68 et 14. À partir de cette route, elle marque sur deux kilomètres et demi la limite entre les communes de La Berthenoux et Pruniers, puis sur un kilomètre et demi celle entre les départements du Cher (commune de Saint-Hilaire-en-Lignières) et de l'Indre (commune de Pruniers).
Elle est franchie par la RD 68b puis oblique vers l'ouest-nord-ouest. Au sud du bourg de Pruniers, elle passe de nouveau sous la RD 68. Elle est grossie ensuite à gauche par le ruisseau de l'Étang Civrenne et passe sous la RD 925. En forêt domaniale de Bommiers, elle reçoit sur sa droite son principal affluent, la Grande Thonaise et prend la direction de l'ouest-sud-ouest. La rivière prend alors le nom de Thonaise (selon les cartes du Géoportail) pour les quatre derniers kilomètres de son cours.
Elle conflue avec la Théols en rive droite à 147 mètres d'altitude, une centaine de mètres au nord de la RD 925.
S'écoulant globalement du sud-est vers le nord-ouest, la Petite Thonaise est longue de 28,34 km.

### Communes et département traversés
La Petite Thonaise arrose quatre communes sur les deux départements du Cher et de l'Indre, soit d'amont vers l'aval : La Berthenoux (source), Pruniers, Saint-Hilaire-en-Lignières et Bommiers (confluence avec la Théols).

### Affluents et nombre de Strahler
Selon le Sandre, la Petite Thonaise a huit affluents répertoriés, les deux principaux étant l'Étang Civrenne long de 11,58 km en rive gauche et la Grande Thonaise 26,35 km en rive droite.
Principal affluent de la Grande Thonaise, le Bailledets a deux affluents. De ce fait, le nombre de Strahler de la Petite Thonaise est de quatre.

### Bassin versant
Outre les quatre communes baignées par la Petite Thonaise, son bassin versant en concerne également cinq autres : Meunet-Planches où un ruisseau sans nom affluent de la Petite Thonaise prend sa source, Saint-Août et Saint-Chartier arrosées par l'Étang Civrenne, Saint-Christophe-en-Boucherie où la Grande Thonaise et le Bailledets prennent leur source,, et Verneuil-sur-Igneraie, brièvement bordée par le ruisseau de l'Angle Noir, un  affluent de la Petite Thonaise.